# Ягау
Ягау — йа, 27-я буква мьянманского алфавита, также как и буква япеле обозначает плавный палатальный сонант и может произноситься как «Ж», но в заимствованных словах может произноситься как «Р». В сингальском пали соответствует букве раянна, в тайском пали соответствует букве рорыа. В бирманских лигатурах бжитвэ ягау передаётся с помощью знака яйи. Бирманские имена на букву ягау даются детям, родившимся в среду (боудэхунан).

## В грамматике
- Йвей (жвей), ၍ — вачасэтембенда, показатель глагольной формы абсолютива.
- Шин — алёуписи, частица вежливой речи, добавляемая женщинами в конце высказывания.

## Бжитвэ
- Ягаувасвэйва (жва)
- Ягаухатхоша
- Ягаувасвэхатхошва